# Les Bury

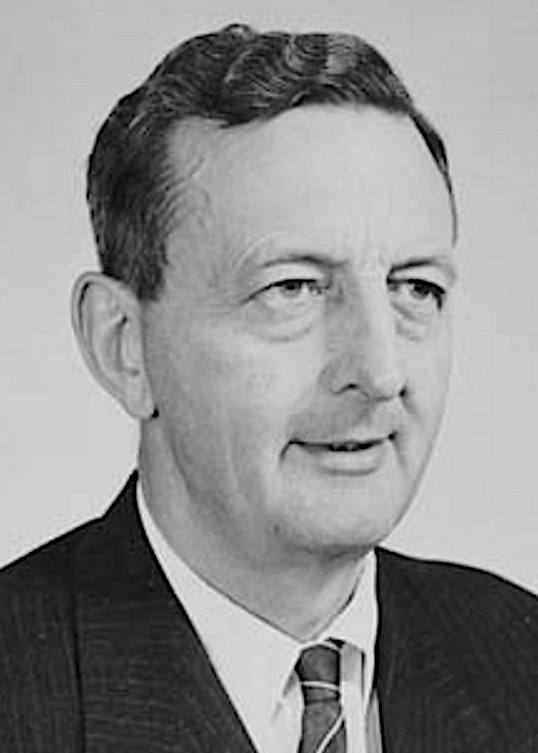
Les Bury

Leslie „Les“ Harry Ernest Bury, CMG (* 25. Februar 1913 in London, England; † 7. September 1986 in Sydney, New South Wales) war ein australischer Politiker und unter anderem Außenminister des Landes.

## Frühes Leben
Bury wurde in der britischen Hauptstadt London geboren und besuchte das Queens’ College in Cambridge. Während des Zweiten Weltkriegs diente er in der Second Australian Imperial Force. Zwischen 1943 und 1945 wurde er in der leichten Artillerie und dem 12th Australian Radar Detachment eingesetzt.  Er arbeitete in den 1940er Jahren für die australische Finanzbehörde und anschließend als Exekutiv-Direktor der internationalen Bank für Wiederaufbau und Entwicklung und als australischer Repräsentant im internationalen Währungsfonds von 1951 bis 1956.

## Politische Karriere
Bury wurde als Mitglied der Liberal Party of Australia im Wahlbezirk Wentworth im Jahr 1956 bei einer Nachwahl aufgrund des Rücktritts von Eric Harrison, der als australischer Hochkommissar in Großbritannien ernannt worden war, zum Abgeordneten des australischen Parlaments gewählt. Bury wurde zum Luftfahrtminister Australiens ernannt und später Assistenzminister im Finanzministerium in Robert Menzies’ neunter Amtszeit im Dezember 1961. Am 27. Juli 1962 wurde er entlassen, da er sich für den Beitritt Großbritanniens zur EG aussprach und sagte, dass die „Europäische Integration von der der Gemeinsame Markt ein essentieller Ausdruck ist, ein Meilenstein für das Überleben des Westens“ sei. Diese Aussage stand den Befürchtungen von Vize-Premierminister John McEwen gegenüber, dass dadurch die Handelsbeziehungen zum Vereinigten Königreich gefährdet würden.  Im Jahr 1963 wurde er Minister für Wohnungsbau.
Im Januar 1966 wurde Les Bury schließlich Arbeitsminister in Harold Holts erster Amtsperiode während des Vietnamkriegs, während dessen er für die Umsetzung der Wehrpflicht in Australien verantwortlich war. Während John Gortons erster Amtszeit in den Jahren 1968 und 1969 war Phillip Lynch als Minister für die Armee zuständig. Gegner der Wehrpflicht verwendeten den Slogan „Lynch Bury and bury Lynch“. Im November 1969 wurde Bury Finanzminister in Gortons zweiter Amtszeit. Als William McMahon 1971 Premier wurde, behielt er Bury zunächst als Finanzminister, jedoch übergab er ihm nach nur zwei Wochen das Amt des Außenministers. Noch im August desselben Jahres entließ er Bury. Wegen gesundheitlicher Probleme trat Les Bury 1974 aus dem australischen Parlament aus.
Im Juni 1979 wurde ihm anlässlich des Geburtstags der britischen Königin die Ehre zu Teil ein Companion des Order of St. Michael and St. George (CMG) zu werden.
Bury starb in Sydney und hinterließ seine Frau Anne und seine vier Söhne Peter, Michael, John und Nicholas.